# Okres Nové Mesto nad Váhom
Der Okres Nové Mesto nad Váhom ist ein Verwaltungsgebiet im Nordwesten der Slowakei mit 61.303 Einwohnern (31. Dezember 2024) und einer Fläche von 580 km².
Das Gebiet erstreckt sich am Ende des mittleren Waagtals am Übergang von der Tallandschaft Považské podolie in das Donauhügelland, einem Teil des slowakischen Donautieflands. Linksufrig der Waag erhebt sich der Považský Inovec, während westlich von Nové Mesto nad Váhom findet man die Kleinen Karpaten, die weiter nördlich in die Weißen Karpaten an der Grenze zu Tschechien übergehen.
Der Okres grenzt im Uhrzeigersinn an den tschechischen Zlínský kraj im Norden, an den Okres Trenčín im Nordosten, Okres Bánovce nad Bebravou im Osten, Okres Topoľčany (im Nitriansky kraj) im Südosten, Okres Piešťany (im Trnavský kraj) im Süden, Okres Myjava im Westen und an den tschechischen Jihomoravský kraj im Nordwesten.
Historisch gesehen liegt der Bezirk zum größten Teil im ehemaligen Komitat Neutra (Süden), der nördliche Teil im ehemaligen Komitat Trentschin (siehe auch Liste der historischen Komitate Ungarns).

## Bevölkerung
| Jahr                | 1994   | 2004    | 2014    | 2024    |
| ------------------- | ------ | ------- | ------- | ------- |
| Anzahl der Personen | 64.563 | 63.119  | 62.531  | 61.303  |
| Unterschied         |        | −2,23 % | −0,93 % | −1,96 % |

| Jahr                | 2023   | 2024    |
| ------------------- | ------ | ------- |
| Anzahl der Personen | 61.349 | 61.303  |
| Unterschied         |        | −0,07 % |

## Städte
- Nové Mesto nad Váhom (Neustadt an der Waag)
- Stará Turá (Altturn)

## Gemeinden
| - Beckov (Beckow) - Bošáca - Brunovce (Brunotz) - Bzince pod Javorinou (Bzinetz) - Čachtice (Schächtitz) - Častkovce (Tschächtkowitz) - Dolné Srnie - Haluzice - Horná Streda - Hôrka nad Váhom - Hrádok | - Hrachovište (Hrachowitz) - Kálnica - Kočovce - Lubina - Lúka - Modrová (Großmodro) - Modrovka (Kleinmodro) - Moravské Lieskové - Nová Bošáca - Nová Lehota (Neulehota) - Nová Ves nad Váhom (Neudorf an der Waag) | - Očkov - Pobedim (Popudin) - Podolie - Potvorice - Považany - Stará Lehota (Altlehota) - Trenčianske Bohuslavice - Vaďovce (Wädowitz) - Višňové - Zemianske Podhradie |

Das Bezirksamt ist Nové Mesto nad Váhom, eine Zweigstelle in Stará Turá.

## Kultur
In dem Artikel Denkmalgeschützte Objekte im Okres Nové Mesto nad Váhom findet man Informationen über die vom slowakischen Denkmalamt geschützten Objekte im Okres.